# Naissance en 1124
Naissance
- 1120
- 1121
- 1122
- 1123
- 1124
- 1125
- 1126
- 1127
- 1128

Cette page dresse une liste de personnalités nées au cours de l'année 1124 :
- Al-Mustanjid, ou Abû al-Muzaffar al-Mustanjid bi-llah Yûsuf ben Muhammad al-Muqtafî, trente-deuxième calife abbasside de Bagdad.
- Dermot mac Tadhg Mor (en), roi de Magh Luirg (en) (Irlande).
- Guibert-Martin de Gembloux, moine bénédictin, hagiographe et homme de lettres.
- Nyangrel Nyima Özer, tertön de la tradition nyingma du bouddhisme tibétain.
- Ottokar III de Styrie, margrave de Styrie.
- Renzong, 5e, empereur de la dynastie des Xia Occidentaux.
- Taira no Tsunemori, militaire japonais.

## Crédit d'auteurs
- Cet article est partiellement ou en totalité issu de l'article intitulé « 1124 » (voir la liste des auteurs).